# Aziza
Aziza Abdurakhímovna Mukhamédova, rus: Ази́за Абдурахи́мовна Мухаме́дова, més coneguda pel nom d'Aziza (Taixkent, Unió Soviètica - 10 d'abril de 1964) és una cantant i compositora russa.

## Discografia[2]
- 1989: Aziza[3]
- 1997: Vso Ili Nichego (Всё Или Ничего)[4]
- 2003: Cherez Stol'ko Let (Через Столько Лет)[5]
- 2008: Razmyshleniye (Размышление)[6]
- 2009: Po Beregu Shansona (По Берегу Шансона)[7]
- 2013: Mlechnyy Putb (Млечный Путь)[8]